# Бернхардсталь
Бернхардсталь (нем. Bernhardsthal) — ярмарочная коммуна (нем. Marktgemeinde) в Австрии, в федеральной земле Нижняя Австрия. 
Входит в состав округа Мистельбах.  Население составляет 1647 человек (на 31 декабря 2005 года). Официальный код  —  31604.

## География
Занимает площадь 51,93 км². 

## Политическая ситуация
Бургомистр коммуны — Альфред Эртль (АНП) по результатам выборов 2005 года.
Совет представителей коммуны (нем. Gemeinderat) состоит из 19 мест:
- АНП занимает 10 мест.
- СДПА занимает 9 мест.